# Walter vom Hove
Walter Wilhelm Gottfried vom Hove (* 5. Dezember 1881 in Hannover; † 8. Juni 1932 in Coesfeld) war ein deutscher Verwaltungsjurist und Landrat.

## Leben und Wirken
Walter vom Hove war Sohn der Eheleute Josef August vom Hove (1846–1925) und Rosina Arnoldina Schulte (1853–1903), beide aus Münster stammend, und studierte nach dem Abitur im Jahre 1903 Rechtswissenschaft in München, Königsberg und Genf. 1906 wurde er Gerichtsreferendar am Oberlandesgericht Königsberg und erhielt anschließend eine praktische Ausbildung am Amtsgericht Fischhausen (Ostpreußen). Seinen Militärdienst leistete er als Einjährig-Freiwilliger beim 1. Ostpreußischen Feldartillerie-Regiment Nr. 16, wurde aber aus gesundheitlichen Gründen zurückgestellt. Nach verschiedenen Stationen bei Regierungspräsidenten und Landratsämtern wurde er am 21. Januar 1915 vertretungsweise mit der Verwaltung des Landratsamtes Lüben beauftragt. Seit dem 1. Oktober 1916 führte er das Landratsamt Hümmling vertretungsweise, erhielt aber trotz einstimmigen Votums des Kreistages keine definitive Ernennung. Mitte Oktober wechselte er zum Regierung in Münster und wurde am 27. Februar 1919 Regierungsrat. Am 30. April 1919 zunächst vertretungsweise mit der Verwaltung des Landratsamtes Coesfeld beauftragt, wurde er am 26. November 1919 definitiv zum Landrat des Kreises Coesfeld ernannt. Dieses Amt hatte er bis zu seinem Tode inne.
Er hatte am 16. Juni 1913 in Bielefeld Beate Maria Margarethe Evers geheiratet. Ein Sohn und eine Tochter stammten aus dieser Ehe.